# La cartuja de Parma

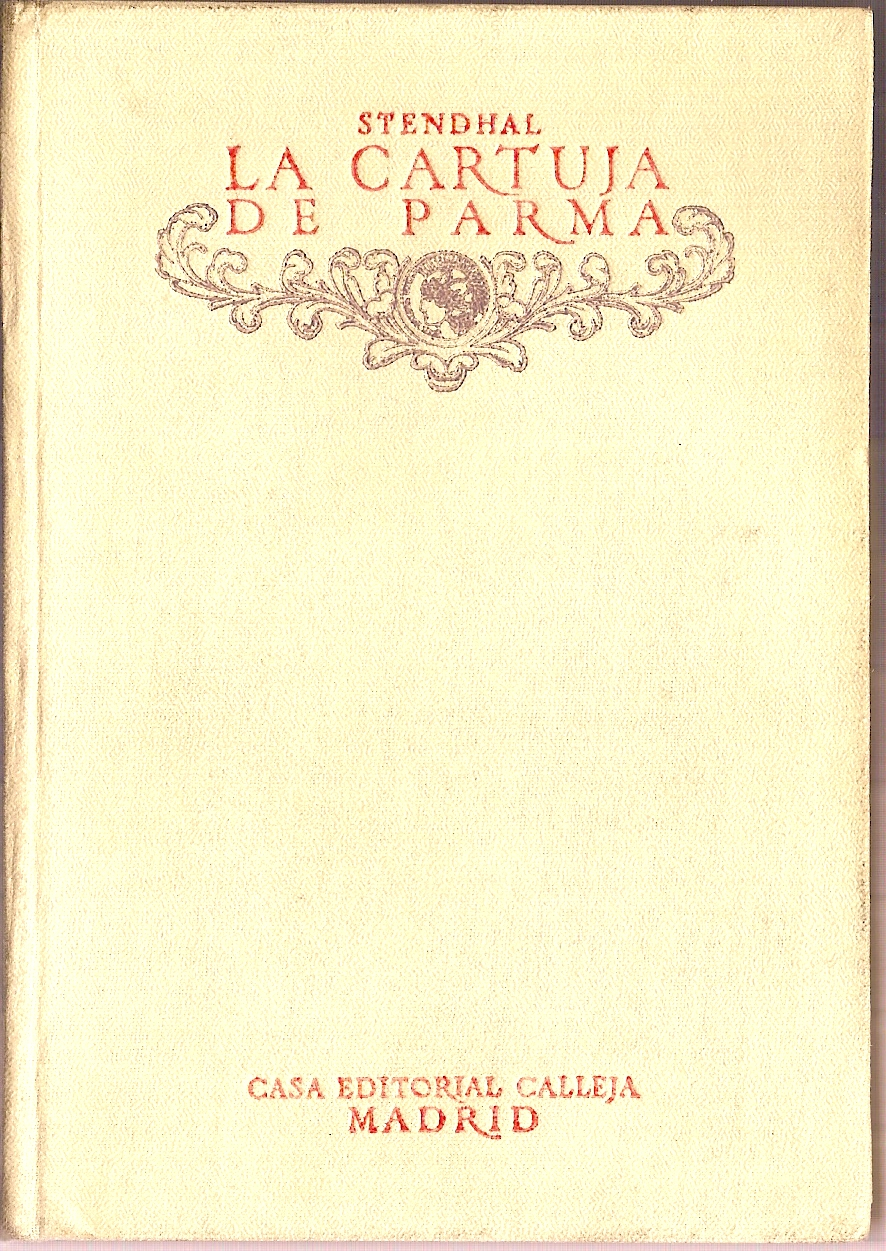
Edición española de 1917 (Ed. Calleja, trad. de Manuel G. Morente).

La cartuja de Parma (en francés: La Chartreuse de Parme) es una de las más reconocidas novelas del escritor francés del siglo XIX Stendhal, junto con Rojo y negro. Fue publicada originalmente en 1839.
Se suele citar esta novela como ejemplo de Realismo avant la lettre, un estilo que marcaría, años después, una diferencia abismal respecto al Romanticismo corriente de la época en que escribió Stendhal.
Muchos escritores consideran La cartuja una obra realmente influyente; Honoré de Balzac la consideró la novela más importante de su tiempo, mientras que André Gide pensaba que era la novela francesa más grande de todos los tiempos. Tolstói se vio muy influido por el célebre tratamiento de Stendhal de la batalla de Waterloo, en la que el protagonista, confundido, no para de preguntarse si ha participado o no en una «verdadera batalla».

## Argumento
La cartuja de Parma narra la historia del joven patricio italiano Fabrizio del Dongo y sus aventuras durante los últimos años del dominio napoleónico en Europa. Los hechos transcurren principalmente en la ciudad de Parma y en el castillo familiar del lago de Como.
La tía de Fabrizio, la fascinante Gina, duquesa de Sanseverina, y su amante, el primer ministro del ducado, Conde Mosca, urden un plan para promocionar la carrera del adorado sobrino en la corte de Parma. Gina es objeto de las proposiciones del detestable príncipe Ranuccio-Ernesto IV, al que se ha jurado rechazar con todas sus fuerzas.
Fabrizio es arrestado por homicidio y encerrado en la torre Farnese, de la que logra fugarse con una soga y la ayuda de Clelia, la hija de su carcelero, de la que se enamora irremediablemente durante su estancia en la torre.

## Comentario
Novela de amores, aventuras y desventuras inverosímiles incluso para los difíciles primeros años de reacción de la Restauración, la obra tiene su punto fuerte en la psicología de los personajes.
Stendhal escribió esta quizá su obra cumbre en menos de un mes, durante su «exilio» consular en Civitavecchia. Sin embargo, es fruto de años de estudio y pasión por el Renacimiento italiano en sus textos, en los que creía encontrar el tipo de vida enérgica, fuerte, dolorosa pero a la vez más plena y auténtica, que creyó encontrar en su deambular napoleónico por toda Europa y en su descubrimiento de Italia, y que añoraría siempre.

## Escenarios

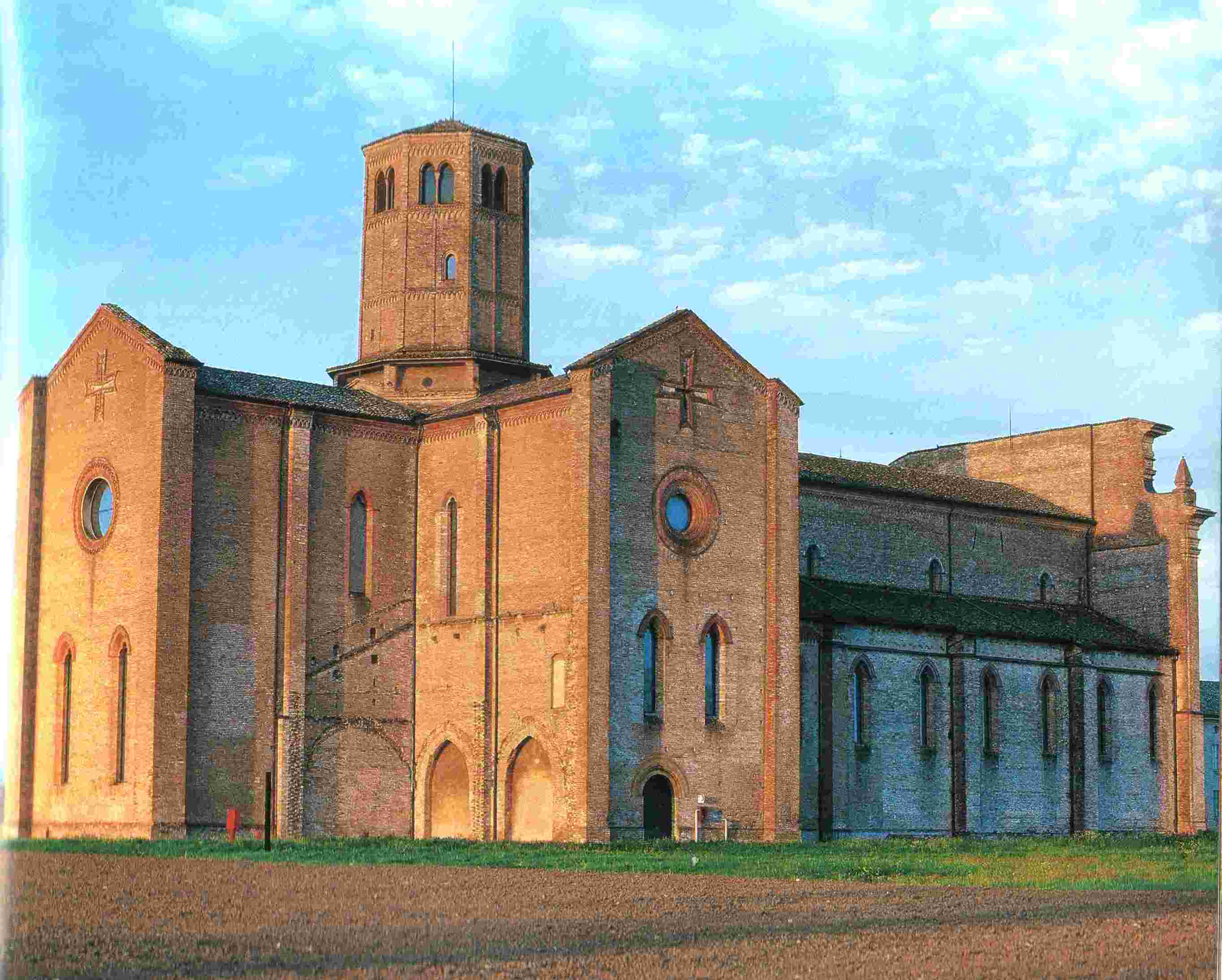
Abadía de Valserena, conocida como Cartuja Paradigna.

El edificio al que hace referencia el título, situado en las afueras de la ciudad de Parma, sólo aparece en una ocasión a lo largo del relato, curiosamente, en la última página. La cartuja no tiene trascendencia en la novela y desde siempre ha causado extrañeza la elección de ese título.
La abadía de Valserena, conocida como Cartuja Paradigna, fue una abadía cisterciense situada en la localidad de Paradigna, en la periferia septentrional de Parma.